# Bremervörde
Bremervörde är en stad i Landkreis Rotenburg i förbundslandet Niedersachsen i Tyskland vid floden Oste, som genom kanaler står i förbindelse med Elbe och Weser.
Bremervörde var fram till 1547 residens för ärkebiskoparna av Bremen och tillhörde 1648–1719 Sverige. Staden är knutpunkt vid järnvägen Lüneburg-Wesermünde.